# قطاراغاج سفلی
قطاراغاج سفلی (اراک)، روستایی از توابع بخش مرکزی شهرستان اراک در استان مرکزی ایران است.

## جمعیت
این روستا در دهستان ساروق قرار دارد و براساس سرشماری مرکز آمار ایران در سال ۱۳۸۵، جمعیت آن ۲۲۸ نفر (۵۳خانوار) بوده‌است.